# Paudorf
Paudorf är en ort och kommun  i Österrike. Den ligger i distriktet Krems i förbundslandet Niederösterreich,  60 km väster om huvudstaden Wien. 
Kommunen består av sju orter (Ortschaften) (inom parentes invånarantal 1 januari 2024):

- Eggendorf (107)
- Höbenbach (380)
- Hörfarth (371)
- Krustetten (490)
- Meidling (207)
- Paudorf (906)
- Tiefenfucha (240)